# Trickster (glasbenik)
Trickster (pravo ime: Juergen Pichler), avstrijski glasbenik, ki živi v Združenem kraljestvu.

## Glasbena kariera
Znan po svojem eklektičnem glasbenem slogu, Trickster je debitiral novembra 2022 s singlom Thank Fuck It's Christmas, v katerem je skupaj s Kraljevim filharmoničnim orkestrom izvedel za delo ne varno eksplicitno pesem, ki je odražala napetosti in stres tistega leta. Besedilo je napisal Guy Chambers (avtor pesmi in producent Robbieja Williamsa) v sodelovanju s komikom Stevom Furstom in Tricksterjem. Pesem, ki so jo opisali kot „edino božično pesem, ki bi lahko nastala leta 2022“, je s svojim besedilom merila na problematične dejavnike tistega leta, kot so dejavnost vlade Združenega kraljestva, kriza življenjskih stroškov, pandemije, ultrabogati, ki se poskušajo preseliti na Mars.
Izdana je bila tudi čista različica z naslovom Praise Be It's Christmas, njena dva videoposnetka pa sta postala viralna in na YouTubu dosegla več milijonov ogledov. Enega od teh videospotov je režiral Phil Griffin (znan po delu z Amy Winehouse, Diano Ross, Paulom McCartneyjem),
 drugega, posnetega v švicarskih Alpah, pa Norbert Blecha (Requiem for Dominic, Wolfsliebe).
Denar, zbran od obeh pesmi, je Trickster namenil dobrodelnim organizacijam, ki se ukvarjajo z varstvom otrok in socialno lakoto. Pod geslom "resnična sprememba ni šala" je Trickster s svojo ekipo razdelil hrano več bankam hrane v Združenem kraljestvu. Banka hrane v jugozahodnem Belfastu, na enem od najbolj ogroženih območij, je s to kampanjo prejela znatno spodbudo (čeprav so jo skoraj zgrešili, saj so sprva mislili, da gre za potegavščino zaradi nepričakovanega zneska, namenjenega temu precej nepodprtemu območju države). Pevec je svojo pozornost do podrobnosti, kot je hranilna vrednost hrane, pojasnil z lastnimi izkušnjami iz otroštva, ko se je soočal z nezadostno prehransko oskrbo.
V teh videospotih je bila Tricksterjeva prava identiteta skrita z animacijo, kar je sprožilo ugibanja, kdo bi lahko bil. Nekateri so se spraševali, ali je soustvarjalec besedila Steve Furst ali kakšna priljubljena osebnost, s katero je Guy Chambers že prej sodeloval, ali pa kakšno zbledelo nekdanje slavno ime, ki je moralo poravnati račune.
Maja 2023 je Trickster izdal singel Still Kicking, ki ga je navdihnila prometna nesreča, ki jo je leta 2017 preživel na jugu Francije, glasbeno pa ga je opisal kot črpanje iz alternativnega rocka poznih 90. let, americane in filmskih zvočnih pokrajin. Skladbo so producirali Guy Chambers, Richard Flack in Trickster. V videospotu nastopa pevec brez animacije, ki bi zakrivala njegov obraz, ob zgodbi o pesmi pa se je v tisku pojavilo še nekaj informacij, ki omenjajo, da je Avstrijec, ki živi v Združenem kraljestvu.
Novembra 2023 je Trickster izdal skladbo „Silent Night“ vs „Santa Claus Is Coming To Town“, mash-up mešanico dveh božičnih klasik, v kateri sodeluje vokalna skupina The Swingles. Ob tej priložnosti je bilo v medijih omenjeno tudi pravo ime tega pevca, Juergen Pichler
 (lastnik te blagovne znamke Trickster).
 Poznan je bil že kot producent različnih skupin in glasbenikov (na primer avstrijske skupine Hunger) in kot avtor pesmi (na primer Olé Hola Patricka Lindnerja). Podpiral je tudi dobrodelne pobude, kot je na primer pobuda „Ustavite mafijo kužkov“ v Avstriji.
23. aprila 2024 (dan svetega Jurija) je Trickster predstavil svojo različico himne Združenega kraljestva God Save the King, ki jo je skupaj s Kraljevim filharmoničnim orkestrom posnel v studiu Abbey Road. Omenil je, da je to različico želel ustvariti, da bi izrazil svojo ljubezen do Združenega kraljestva. Skladba je bila prva, ki jo je za kralja Charlesa posnel tujec. V fazi produkcije, ko se je kot kopilot helikopterja vračal s Portugalske, je moral zaradi tehničnih težav zasilno pristati na kmetiji na severozahodu Španije.
Maja 2024 je Trickster v Cannesu napovedal projekt pustolovskega trilerja z naslovom Travel Agents (producent: Norbert Blecha), ki ohlapno temelji na njegovi življenjski zgodbi, s proračunom 85 milijonov funtov. Bil bo izvršni producent, v filmu pa bo tudi sam igral. Z Guyem Chambersom sodeluje tudi pri ustvarjanju glasbe za film. Sprva je bila glavna vloga v filmu dodeljena Gérardu Depardieuju, kar bi pomenilo njegovo vrnitev po triletnem premoru (določila ga je aretacija zaradi obtožb o spolnem napadu). Vendar so producenti zaradi polemike, ki jo je kmalu sprožila ta zasedba, premislili o svoji odločitvi in jo umaknili.

## Diskografija
- Thank Fuck It's Christmas (2022)
- Still Kicking (2023)
- "Silent Night" vs "Santa Claus Is Coming To Town" (2023)
- Be Careful What You Wish For (2024)
- God Save the King (2024)